# Амборела волосоніжка
Амборела волосоніжка (Amborella trichopoda) – монотипний вид рослин родини амборелові (Amborellaceae). Ґенетичні дослідження свідчать, що Амборела є надзвичайно древньою (і найпримітивнішою) квітковою рослиною, яка з'явилася на Землі наприкінці юрського періоду — понад 135 млн років тому.

## Опис
Чагарник або маленьке дерево до 8 м. Листи прості, чергуються, краї від цілих до зубчастих; черешки присутні. Суцвіття пахвовий з 2–30 квітами. Квіти приблизно 3–5 мм в діаметрі; квіткових листочків 7–8. Фрукти червоні, маленькі кістянки (пр. 5–7 мм завдовжки, діаметром пр. 5 мм). М'якуш тонкий.
Рослина, як правило, дводомна. Іноді ж рослина, яка виробляла лише чоловічі квіти в молодості, пізніше приносить виключно жіночі квіти. Дерево не містить судин, подібно до інших квіткових рослин, але лише трахеїди, подібно хвойним. Амборела має змішану систему запилення, покладаючись як на комах, так і на вітер.

## Галерея

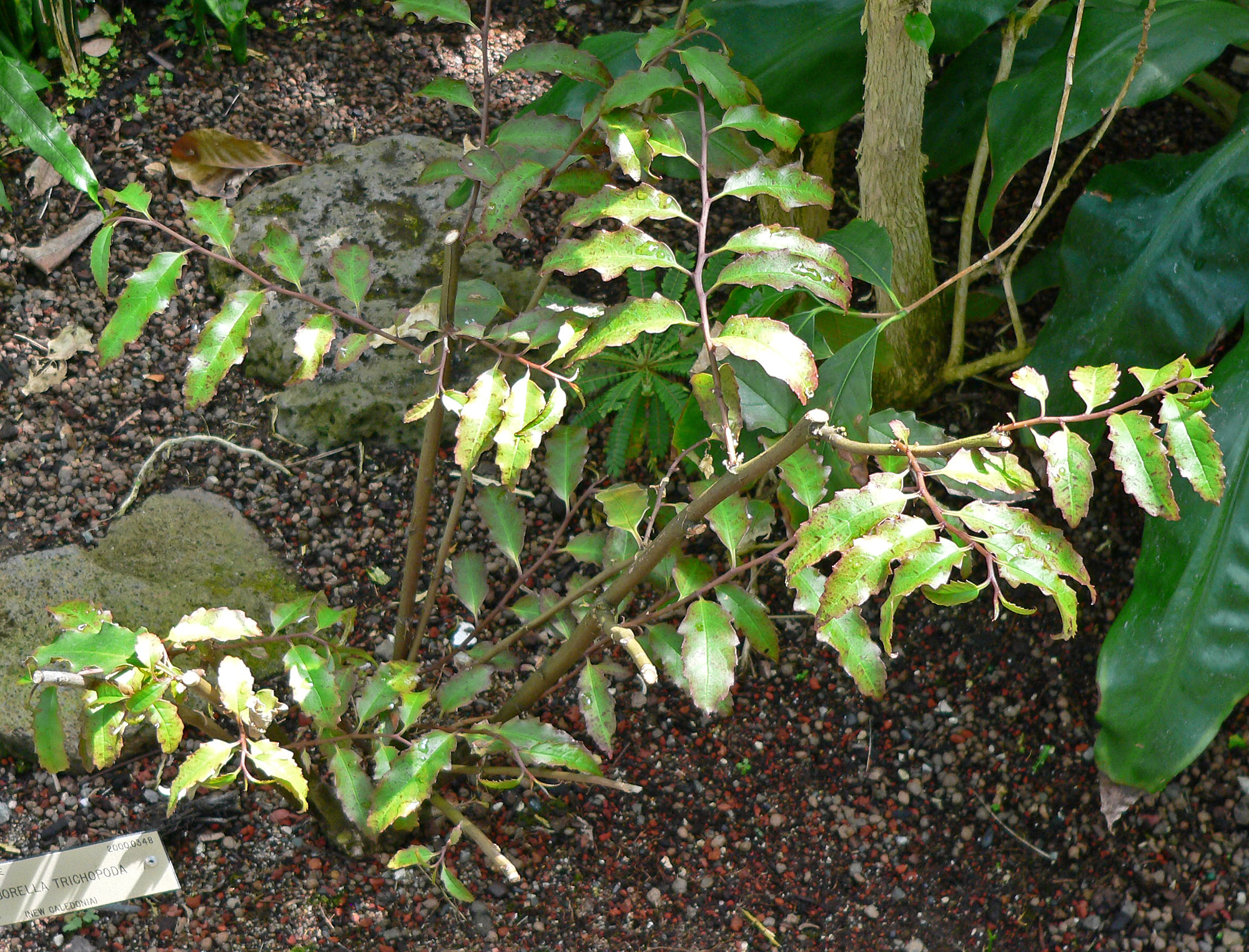
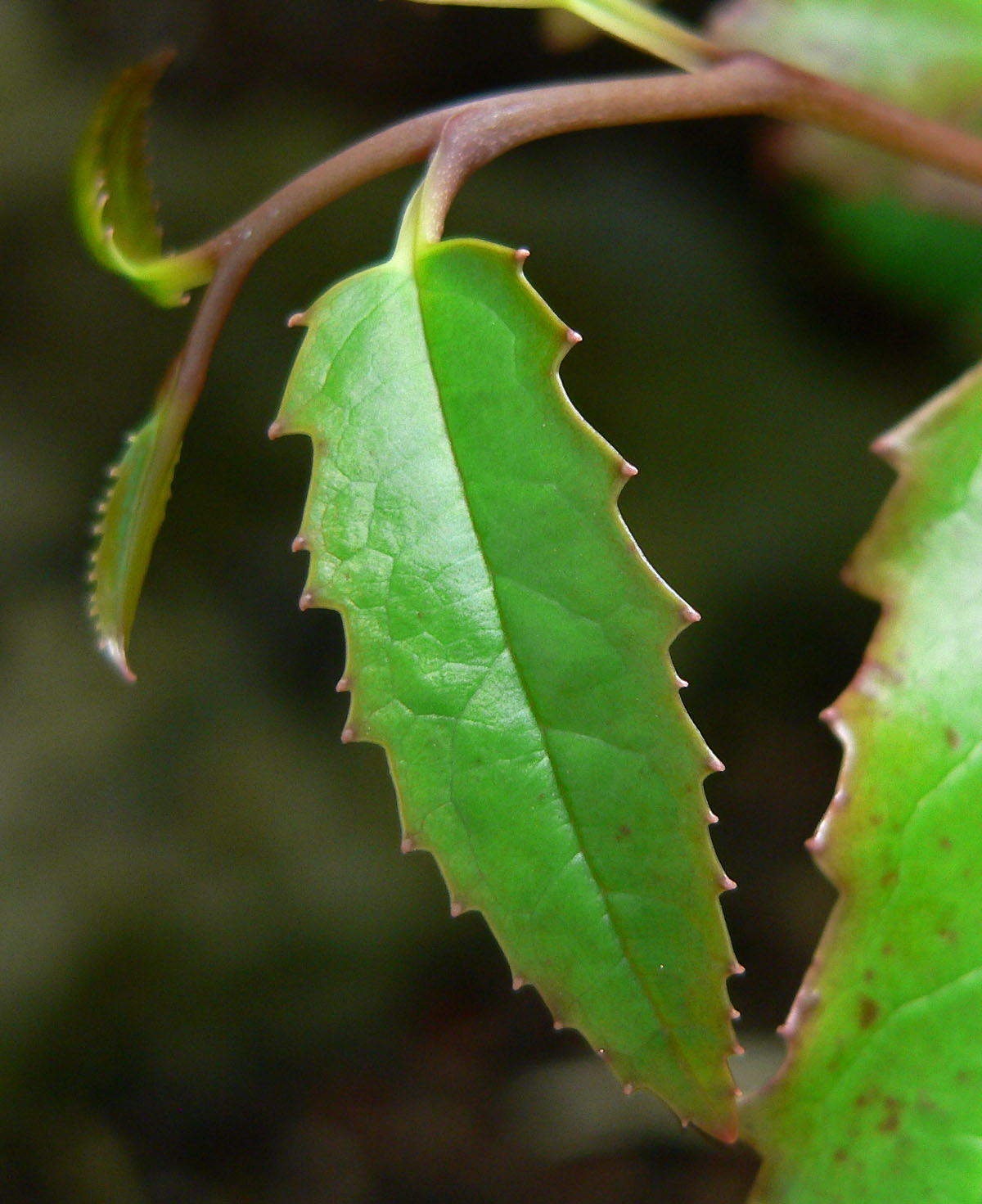
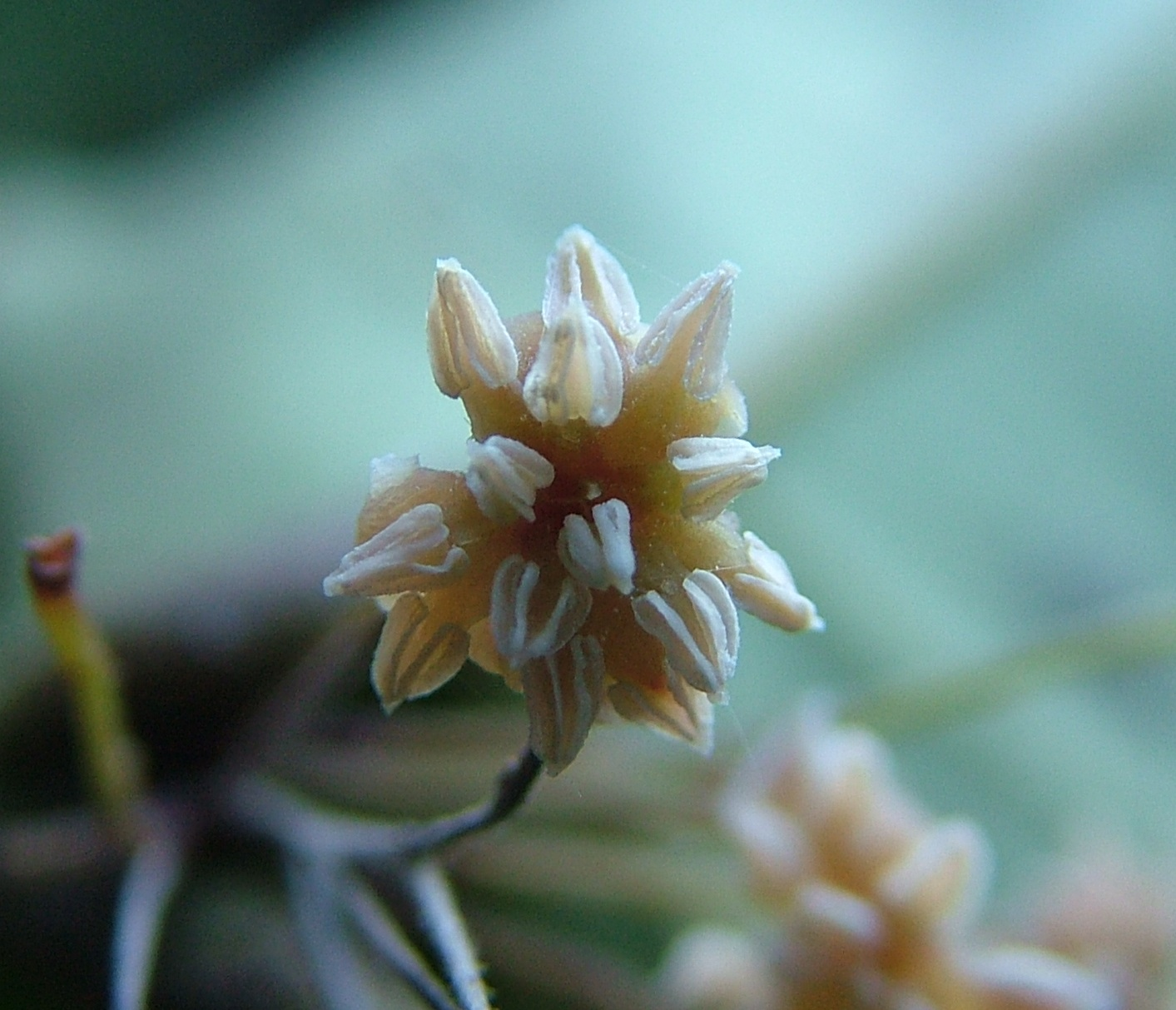

## Поширення
Ендемік Нової Каледонії. 